# Acrasia

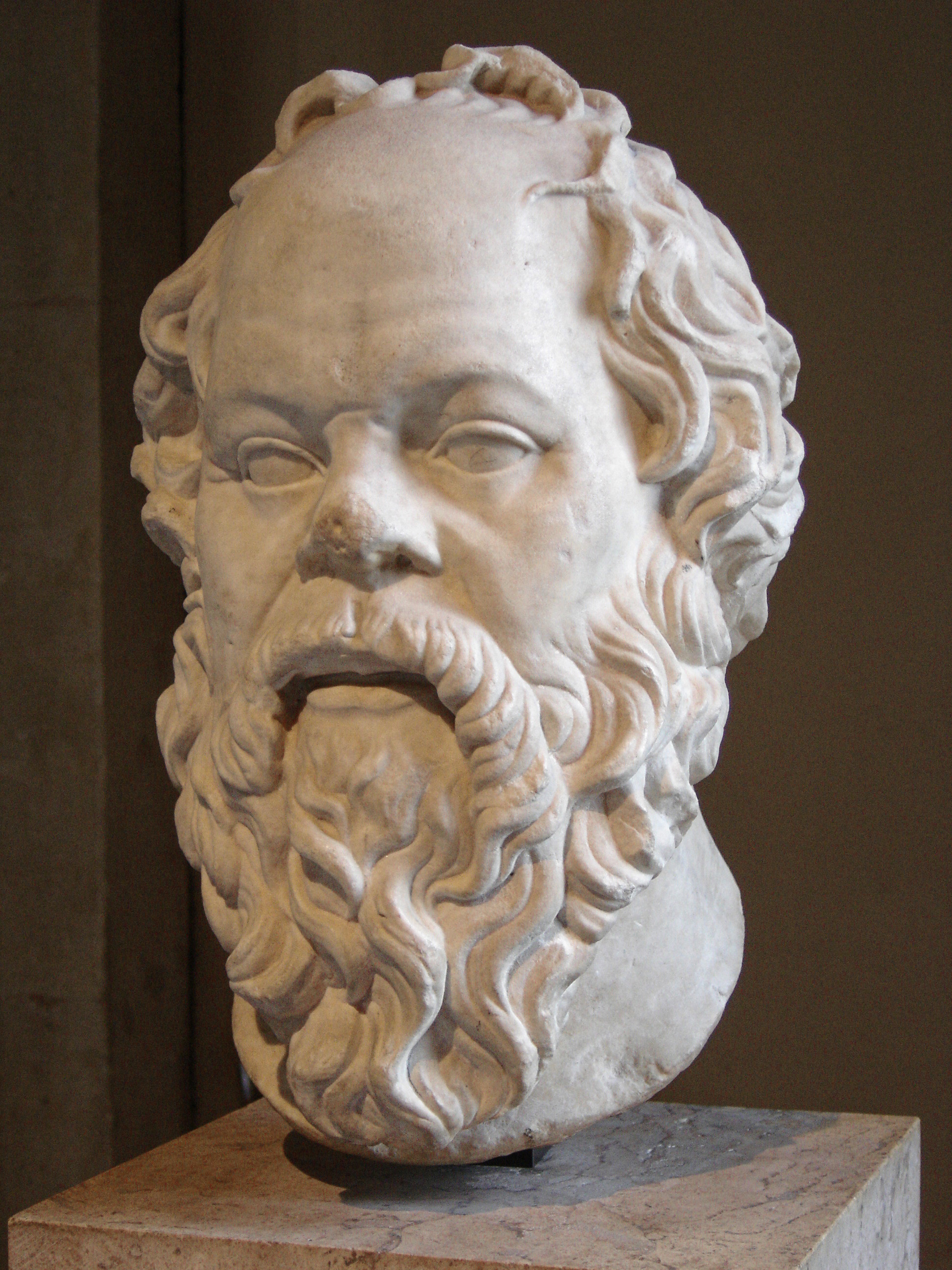
Sócrates - Museu do Louvre
Investigador de Akrasia

Em filosofia prática, acrasia (em grego: ἀκρασία; romaniz.: akrasia, "não ter comando sobre si mesmo") é a ação de uma pessoa que contraria seu melhor juízo sobre o que fazer em determinada situação.
Um quebra-cabeça filosófico — apresentado pelo personagem Sócrates no diálogo Protágoras, de Platão — é precisamente explicar como a acrasia é possível. Se o sujeito julga que a ação A é a melhor coisa a ser feita, como ele pode fazer outra coisa que não A? O filósofo Donald Davidson vê o problema como a reconciliação da seguinte tríade aparentemente inconsistente:
1. Se um agente acredita que A é melhor do que B, então ele quer fazer A mais do que B.
2. Se um agente quer fazer A mais do que B, então ele fará A ao invés de B, se for fazer uma das duas coisas.
3. Às vezes um agente age contra seu melhor juízo.
Davidson resolve o problema dizendo que, quando uma pessoa age dessa maneira, ela acredita temporariamente que o pior curso de ação é o melhor, porque ela não fez um juízo considerando todas as coisas, mas apenas um juízo baseado em um conjunto menor de considerações possíveis. 
Outra interpretação possível diz que há diferentes formas de motivação, e umas podem estar em conflito com as outras. Pode haver conflito entre a razão e a emoção, e isso tornaria possível uma pessoa acreditar que é melhor fazer A do que B, e ainda assim querer fazer mais B do que A.

## Fraqueza da vontade
Boa parte da literatura filosófica toma a akrasia pela mesma coisa que a fraqueza da vontade. Assim, por exemplo, um fumante que quer largar o cigarro, mas não consegue, age contra seu melhor juízo (que largar o cigarro é a melhor coisa a fazer) por causa da fraqueza da vontade. 
Todavia, alguns poucos filósofos desafiam a relação entre akrasia e fraqueza da vontade. Richard Holton, por exemplo, vê a fraqueza da vontade como uma tendência a revisar muito facilmente o próprio juízo sobre o que é melhor. Assim o fumante pode em um momento acreditar que deve largar o cigarro, mas em outro que o prazer do cigarro supera o risco, oscilando de um a outro juízo. Tal pessoa teria uma vontade fraca mas não seria akrática. 
Sobre tal ponto de vista também é possível agir contra o melhor juízo, mas sem fraqueza da vontade. Uma pessoa pode, por exemplo, acreditar que vingar um assassinato é imoral e imprudente, mas decidir levar a vingança adiante assim mesmo, sem nunca relutar em tal decisão. Tal pessoa acreditaria akraticamente, mas não teria vontade fraca.